# Яйцо по-шотландски
Яйцо по-шотландски (англ. Scotch egg) — блюдо британской кухни. Представляет собой варёные яйца, обмазанные мясным фаршем, и обжаренные в панировочных сухарях.

## История
Считается, что блюдо было впервые приготовлено лондонской компанией Fortnum & Mason в 1738 году. По другой версии авторство блюда неизвестно, а рецепт восходит к блюду кухни Великих Моголов «Наргиси кюфта».
В печатном виде рецепт этого блюда впервые встречается в книге Марии Ранделл Новая система домашней кухни издания 1809 года. В этой и более поздних поваренных книгах XIX века готовые яйца рекомендовалось подавать в горячем виде под соусом. Сейчас его употребляют и в холодном виде, в частности, как закуску на пикниках.

В годы Второй мировой войны, во времена рационирования, возник вариант рецепта, в котором фарш был заменён картофельным пюре.

## Региональные варианты
В Великобритании существуют местные разновидности этого рецепта, например, при изготовлении яиц по-манчестерски (англ. Manchester Egg) используется маринованное яйцо, завёрнутое в смесь перемолотой свинины и «Ланкаширского чёрного пудинга» (то есть, по сути, фарша для кровяной колбасы), а для яиц по-вустерски (англ. Worcester Egg) яйцо маринуется в вустерском соусе, фарш же состоит из смеси фарша для колбас местных сортов с т. н. «белым пудингом», аналогичным чёрному, но без крови.
В продающихся под различными названиями в британских супермаркетах яйцах по-шотландски фабричного изготовления могут содержаться фрагменты куриного или утиного яйца, а иногда даже майонез и мелко нарезанный бекон.
Яйца по-шотландски и вариации рецепта можно встретить в кухнях многих стран мира: от Европы и Америки, до Западной Африки (в частности, Нигерия), до Юго-Восточной Азии, например, на Филиппинах.